# Regina africană (film din 1951)
Regina africană (titlul original: în engleză The African Queen) este un celebru film din anul 1951, nominalizat pentru premiul Oscar la categoria „cel mai bun film”. În rolurile principale: Humphrey Bogart (laureat cu Oscar) și Katharine Hepburn.
Filmul se bazează pe romanul cu același nume din 1935 scris de C. S. Forester.

## Prezentare
Filmul reconstituie o poveste de la începutul primului război mondial: în Africa Centrală, o misionară din Anglia și un aventurier canadian fug din calea nemților la bordul unei ambarcațiuni bizare, numită „Regina africană”. 
De-a lungul unei călătorii cu multe greutăți, certuri și pe fondul unui pericol permanent generat de război, cei doi eroi ai filmului câștigă respect unul pentru celălalt, iar între ei se înfiripă și o poveste de dragoste. 
Adevăratul premiu însă – și ținta călătoriei lor de-a lungul răului Ulonga Bora -, altul decât distrugerea vasului de război nemțesc, este să treacă peste obstacolele psihologice care îi despart.

## Distribuție
- Humphrey Bogart ca Charlie Allnut
- Katharine Hepburn ca Rose Sayer

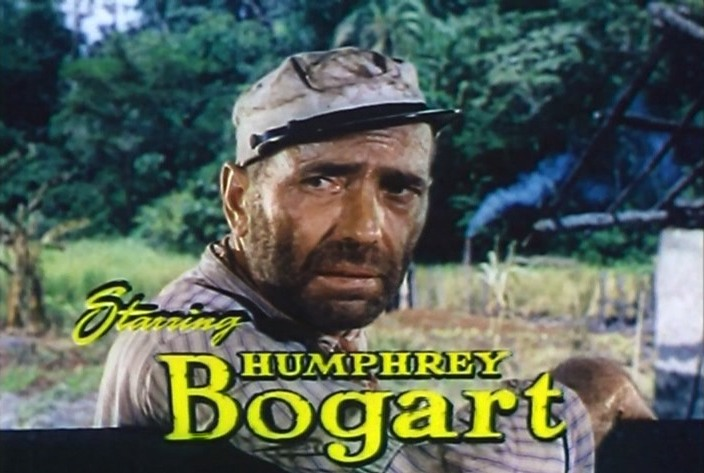
Bogart

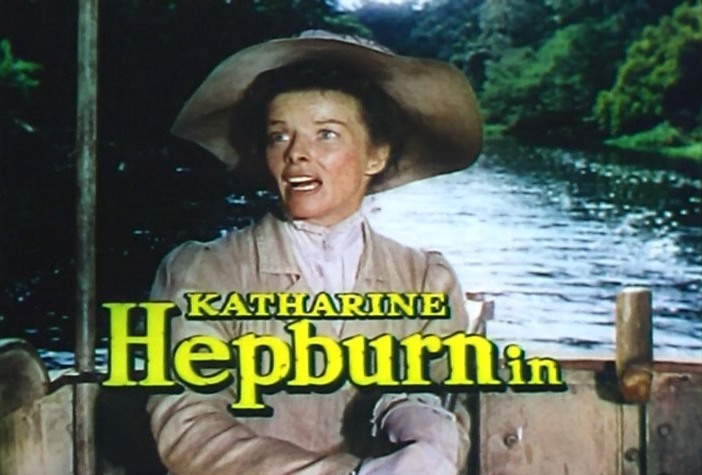
Hepburn

- Robert Morley ca Rev. Samuel Sayer
- Peter Bull ca Captain of Louisa
- Theodore Bikel ca Primul Ofițer
- Walter Gotell ca Ofițer Secund
- Peter Swanwick ca Primul Ofițer de pe Shona
- Richard Marner ca Ofițerul Secund de pe Shona

## Producție și primire
După închiderea companiei Santana Productions, Bogart a jucat împreună cu Katharine Hepburn în filmul Regina africană (1951) regizat de John Huston. Romanul lui C. S. Forester pe care s-a bazat a fost ignorat și lăsat nedezvoltat timp de 15 ani, până când producătorul Sam Spiegel și Huston au cumpărat drepturile de autor. Spiegel i-a trimis cartea lui Katharine Hepburn; ea l-a sugerat pe Bogart pentru rolul principal masculin, crezând că „el era singurul om care ar fi putut juca rolul respectiv”. Dragostea de aventură a lui Huston, prietenia sa profundă (și succesul) cu Bogart și șansa de a lucra cu Hepburn l-au convins pe actor să părăsească Hollywoodul pentru o filmare dificilă în Congo Belgian. Bogart urma să obțină 30% din profituri și Hepburn 10%, plus un salariu relativ mic pentru cei doi. Vedetele s-au întâlnit la Londra și au anunțat că vor lucra împreună.
Bacall a călărit cu Bogart, lăsând în urmă, în Los Angeles, băiețelul lor. Familia Bogart a început cu o călătorie de promovare a filmului în Europa, în timpul căreia cei doi l-au întâlnit pe papa Pius al XII-lea. Bacall s-a făcut ulterior utilă ca bucătar, asistentă medicală și la spălarea hainelor; soțul ei a spus: „Nu știu ce am fi făcut fără ea. Ea mi-a lustruit lenjeria în Africa cea mai întunecată.”  Întreaga echipă de producție și distribuția a făcut dizenterie, cu excepția lui Bogart și a lui Houston, care au mâncat conserve și au băut băuturi alcoolice. Bogart a explicat: „Am mâncat doar fasole, sparanghel conservat și whisky scoțian. Ori de câte ori o muscă ne-a mușcat pe Huston sau pe mine, a căzut moartă.” Hepburn, care nu consuma deloc alcool, a filmat în condiții grele, a slăbit și într-un timp a fost grav bolnavă. Bogart a rezistat cerințelor lui Huston de a folosi lipitori reale într-o scenă cheie în care Bogart a tras după el o barcă printr-o mlaștină; astfel au fost folosite falsuri rezonabile. Echipajul a fost epuizat de boli, invazii de furnici, hrană și apă proastă, atacuri de hipopotami, căldură feroce, izolare și un incendiu pe barcă. În ciuda disconfortului de a sări de pe barcă în râuri și mlaștini, „Regina africană” pare să reînvie iubirea timpurie a lui Bogart pentru bărci; când s-a întors în California, a cumpărat o șalupă clasică din mahon Hacker-Craft pe care a păstrat-o până la moarte.
Regina africană a fost primul film Tehnicolor în care a jucat Bogart. Este de remarcat faptul că a jucat doar în câteva filme color: pe lângă „Regina africană”, acestea sunt Revolta de pe Caine, Contesa desculță, Nu suntem îngeri și Mâna stângă a Domnului.
În 1952, pentru rolul lui Charlie Allnutt, Bogart a primit singurul său Oscar pentru cel mai bun actor (din trei nominalizări în total). Bogart credea că acesta este cel mai bun rol al carierei sale. Bogart a sfătuit-o pe Claire Trevor când a fost nominalizată pentru rolul din Key Largo: „Spune doar că ai făcut totul singură și nu mulțumi nimănui.” Dar când Bogart însuși a primit un Oscar, el a spus: „Este un drum lung - de la Congo Belgian până la scena din această clădire. Aici e mult mai frumos. Mulțumesc foarte mult. Nimeni nu ar fi reușit singur. La fel ca tenisul, ai nevoie de un adversar sau un partener bun pentru a scoate tot ce ai mai bun în tine. John și Katy m-au ajutat să ajung aici.” În ciuda premiului și a recunoașterii implicite, Bogart a spus mai târziu: „Singurul mod de a supraviețui unui Oscar este să nu mai încerci niciodată să câștigi altul... prea multe vedete... îl câștigă și apoi își dau seama că trebuie să se autodepășească ... [dar] le este frică să riște. Rezultatul: o mulțime de interpretări plictisitoare în filme plictisitoare.”